# Den stora skattjakten
Den stora skattjakten (norska: Ugler i mosen, "Ugglor i mossen") är en norsk familjefilm från 1959 i regi av Ivo Caprino. Den handlar om en familj som ärver en mystisk stuga av en rik farbror. Filmen var Caprinos första långfilm och hans enda film som inte till merparten är animerad. Den bygger på boken Skattgömman av Finn Havrevold. Filmen hade svensk premiär 26 februari 1961.

## Medverkande
- Lille Grethe Nilsen - senare känd som Grethe Kausland - som Maren
- Kari Borg som Trine
- Turid Balke som fru Monsen, Marens och Trines mor
- Sverre Hansen som herr Monsen, bokhållare, Marens och Trines far
- Kjetil Bang-Hansen som Sebaldus
- Egil Hjorth-Jenssen som Dehli, köpmannen
- Ingolf Rogde som Magelsen senior
- Willie Hoel som Magelsen junior
- Aud Schønemann som Alfhilda
- Amund Rydland som kapten Haldorsen